# Flachschildkröten
Flachschildkröten sind eine Gattung der Halsberger-Schildkröten und gehören zur Familie der Landschildkröten. Ihr gehören fünf Arten an, die alle im südlichen Afrika beheimatet sind.

## Erscheinungsbild
Es handelt sich bei diesen Schildkröten um sehr kleine Schildkröten mit Panzerlängen von 7–17 cm. Zu ihr gehört mit der Gesägten Flachschildkröte die kleinste Schildkrötenart überhaupt. Kennzeichnend für diese Gattung ist, dass die Rückenpanzer relativ flach sind. Anders als bei vielen anderen Arten der Landschildkröten sind die Schilde nicht ebenmäßig oder gar aufgeworfen, sondern weisen häufig sogar ein eingesunkenes Zentrum auf. Die Schildkröten dieser Gattung haben paarig angelegte und verdickte Kehlschilde. Diese sind meist breiter als lang. Bei zwei der Arten, H. areolatus und H. femoralis, haben sowohl die Vorder- als auch die Hinterläufe nur vier Krallen.  Hieraus leitet sich auch der wissenschaftliche Namen, Homopus (Gleichfuß), ab. Die übrigen drei Arten haben jeweils fünf Krallen an den Vorderläufen.

## Bestand
Zwei der Arten, darunter die Gesägte Flachschildkröte, werden von der IUCN als gefährdet eingestuft. Bislang gilt sowohl die Verbreitung, die Populationsdichte und die Reproduktionsgeschwindigkeit dieser Gattung als nicht hinreichend wissenschaftlich untersucht. Zu den Ursachen, die potentiell bestandsbedrohend für diese Arten sind, zählen Verluste an Individuen durch Verkehrsunfälle, sowie die Auswirkungen des Klimawandels, Überweidung durch Haustiere, Bergbau sowie der illegale Fang für den Tierhandel.

## Arten
Die Gattung der Flachschildkröten umfasst fünf Arten. Die fünfte Art wurde erst 2007 beschrieben. 
- Areolen-Flachschildkröte (Homopus areolatus (Thunberg, 1787))
- Boulengers Flachschildkröte (Homopus boulengeri Duerden, 1906)
- Sporn-Flachschildkröte (Homopus femoralis Boulenger, 1888)
- Gesägte Flachschildkröte (Homopus signatus (Gmelin, 1789))
- Nama-Flachschildkröte (Homopus solus Branch, 2007)